# Strum, Wisconsin
Strum là một làng thuộc quận Trempealeau, tiểu bang Wisconsin, Hoa Kỳ. Năm 2006, dân số của làng này là 1001 người.